# Mercedes-Benz O405
Il Mercedes-Benz O405 è un autobus tedesco prodotto dal 1984 al 2001.

## Progetto
Il Mercedes-Benz O405 nasce nella prima metà degli anni '80 per rispondere alla normativa VOV-II, finalizzata alla produzione di un modello di autobus standard per la riduzione del costo dei ricambi e l'impiego di economie di scala. L'O405 nasce dunque parallelamente al MAN SL202 e al Neoplan N416; i tre modelli sono accomunati da una struttura simile e dalla presenza di due soli gradini in corrispondenza di ogni porta.

## Tecnica
Il Mercedes-Benz O405 è dotato del motore OM 447-hA, erogante 150kW o 204 cavalli (nella versione da 12 metri); come già accennato, non è presente il pianale ribassato (che sarà introdotto sul successivo O405N). L'allestimento interno prevede varie configurazioni, per una capacità di trasporto che va da 90 a 108 passeggeri; è inoltre possibile l'installazione del sollevatore per carrozzine con relativa postazione.
Sono stati prodotti anche esemplari alimentati a gas metano e filoviari, nonché modelli con guida a destra destinati al mercato inglese e australiano.

## Versioni
Ecco un riepilogo delle versioni prodotte.

### O405
- Lunghezza: 11,5 metri
- Larghezza: 2,5 metri
- Allestimento: Urbano, Suburbano
- Alimentazione: Gasolio, Metano (CNG), Filobus (O405T[2])

### O405G
- Lunghezza: 17,5 metri
- Larghezza: 2,5 metri
- Allestimento: Urbano, Suburbano
- Alimentazione: Gasolio, Filobus (HCE, GTZ, GTD)

### O402
- Lunghezza: 8,0 metri
- Larghezza: 2,40 metri
- Allestimento: Urbano
- Costruito da Goppel Bus su telaio NAW

### O407
- Lunghezza: 11,5 metri
- Larghezza: 2,5 metri
- Allestimento: Interurbano
- Alimentazione: Gasolio

## Diffusione
Il mezzo, grazie alla sua elevata affidabilità e qualità costruttiva, ha avuto un grande successo sul mercato europeo; è stato inoltre molto richiesto sul mercato dei mezzi usati. Come già accennato, sono stati prodotti modelli specifici con guida a destra per il mercato inglese, sudafricano e australiano. In Italia questo modello ha avuto uno scarso successo, non essendo conforme alle normative Federtrasporti che ne bloccavano la finanziabilità. Alcuni esemplari hanno circolato tuttavia presso AGI Milano, ATV Verona, in Alto Adige e presso Atral Latina.